# BlueStar Racing Team
La BlueStar Racing Team est une équipe belge de karting fondée en 2006 par Gregory Laporte.

## Historique
La BlueStar Racing Team est la première équipe belge de karting indoor à avoir participé, en 2006, au Kart World Championship à Phoenix en Arizona.
Pour l'occasion, Gregory Laporte recrute des pilotes de Courtrai dont il connaît les qualités, puis des quatre coins de la Belgique.
En 2008 au WorldKarts de Courtrai, Gregory Laporte devient champion du monde, Mathias Grooten champion du monde de la catégorie 90 kg, le BlueStar vice champion du monde par équipe et ils remportent par la même occasion la coupe des nations.
L'équipe  a accumulé depuis sa création plusieurs victoires en sprint et en endurance.

## L'équipe

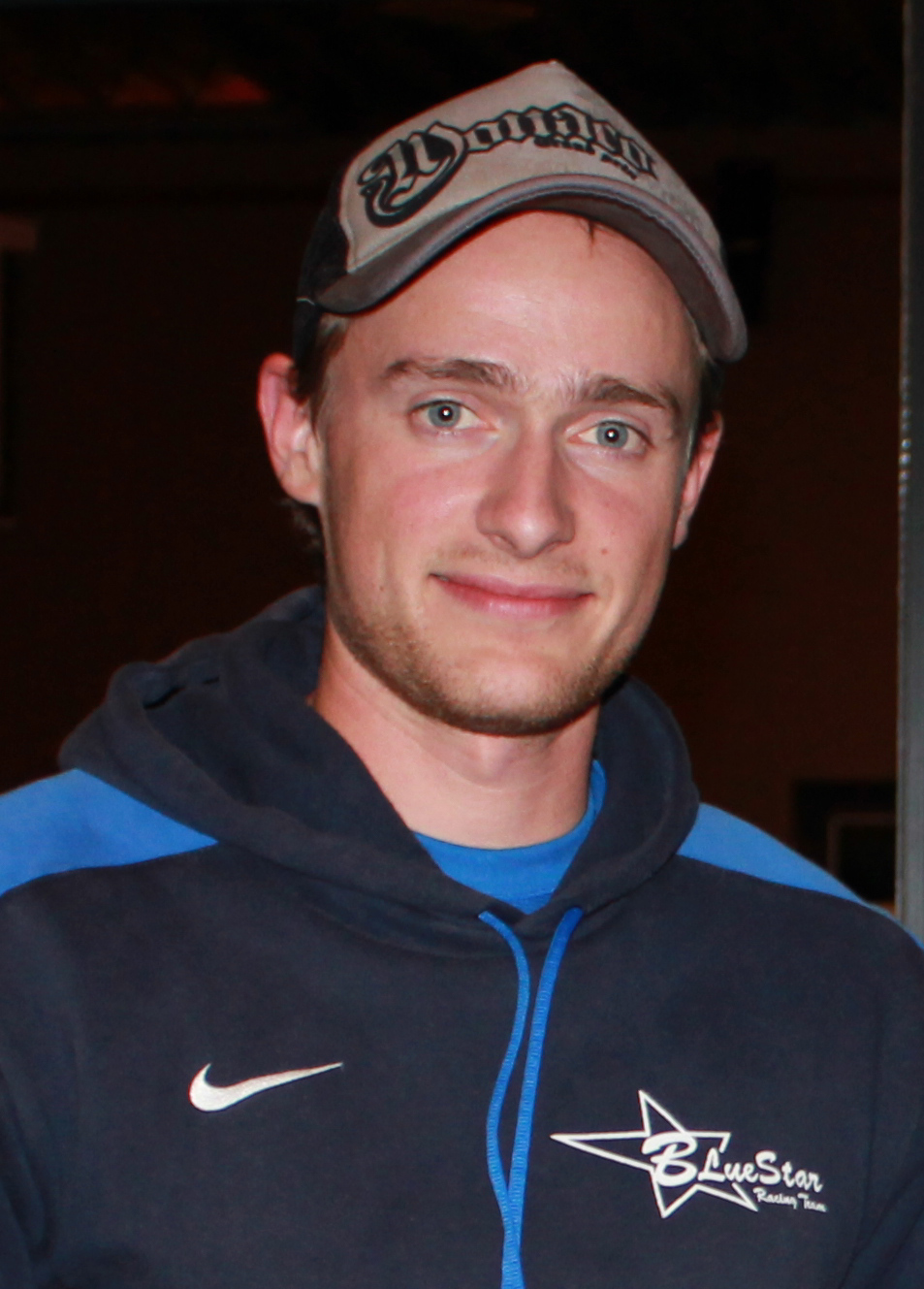
Gregory Laporte team manager, né le 10 mars 1984

La BlueStar Racing Team est une équipe qui compte dans ses rangs des pilotes belges néerlandophones et francophones et des pilotes étrangers comme Ruben Boutens (néerlandais) et Wai Bond To (hong kongais). Justine Vanwynsberghe est la seule femme de l'équipe.
| Membre                | Numéro distinctif | Origine   |
| --------------------- | ----------------- | --------- |
| Gregory Laporte       | 10                | Belgique  |
| Kenny Geldhof         | 3                 | Belgique  |
| Mathias Grooten       | 23                | Belgique  |
| Robin Borremans       | 8                 | Belgique  |
| Ruben Boutens         | 69                | Pays-Bas  |
| Timothy Laporte       | 33                | Belgique  |
| Yoan Medart           | 16                | Belgique  |
| Giovanni Craeynest    | 12                | Belgique  |
| Jordan Beuler         | 78                | Belgique  |
| Jonathan Bert         | 82                | Belgique  |
| Vanwynsberghe Justine | 43                | Belgique  |
| Nicolas Vanpuyvelde   | 21                | Belgique  |
| Wai Bond To           | 7                 | Hong-Kong |
| Romano Franssen       | 29                | Pays-Bas  |

### Équipe junior

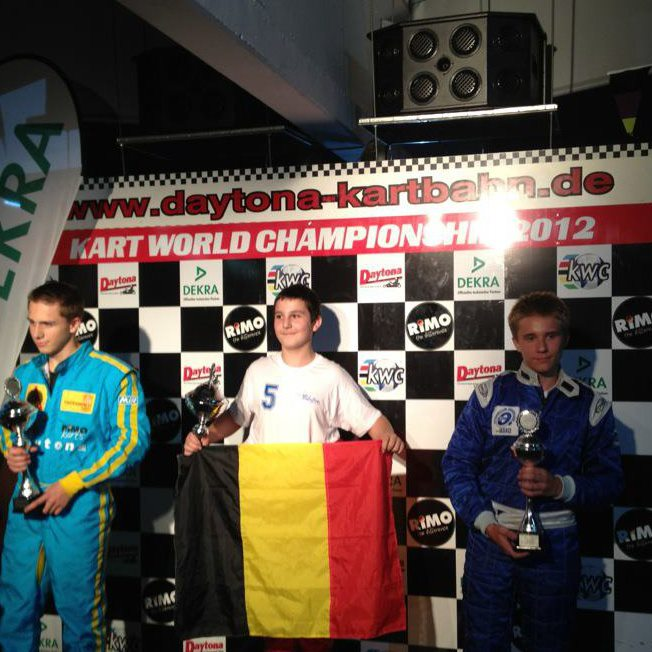
Giovanni Baccellieri champion KWC junior 2012

La stratégie de l'équipe est de déceler de nouveaux talents, et ce, dès leur plus jeune âge.  Kenny Geldhof est l'exemple même de l'ascension d'un jeune pilote au sein de la BlueStar.  Recruté en 2008 dans l'équipe junior, Geldhof gagne à 17 ans son premier championnat du monde aux États-Unis en 2010.
L'année même de son entrée dans l'équipe, Giovanni Baccellieri un jeune quaregnonais, décroche le titre de champion du monde junior KWC 2012. 
Le jeune fexhois, Bastien Cabrera, né le 15 décembre 2001; déjà détenteur de 2 titres nationaux et auteur d'une 4e place au championnat du monde SWS 2013 à Paris, a intégré l'équipe en 2012.
Depuis janvier 2015, à la suite du départ de Giovanni Baccellieri, l'équipe junior s'est dotée de deux nouvelles recrues: Guillaume Huls, détenteur de deux titres nationaux en 2012 et 2014 et Tristan Földesi issu du karting deux temps où il s'est illustré en remportant le championnat de Belgique X30 cadet en 2013.  En février 2017, Guillaume Huls et son frère Mathieu quittent l'équipe.
| Membre          | Numéro distinctif | Origine          |
| --------------- | ----------------- | ---------------- |
| Antoine Coudron | 6                 | Belgique         |
| Bastien Cabrera | 14                | Belgique/Espagne |
| Tristan Földesi | 77                | Belgique         |
| Logan Sougné    | 51                | Belgique         |
| Rico Haarbosh   | 100               | Pays-Bas         |

## Palmarès

### Résultats internationaux individuels

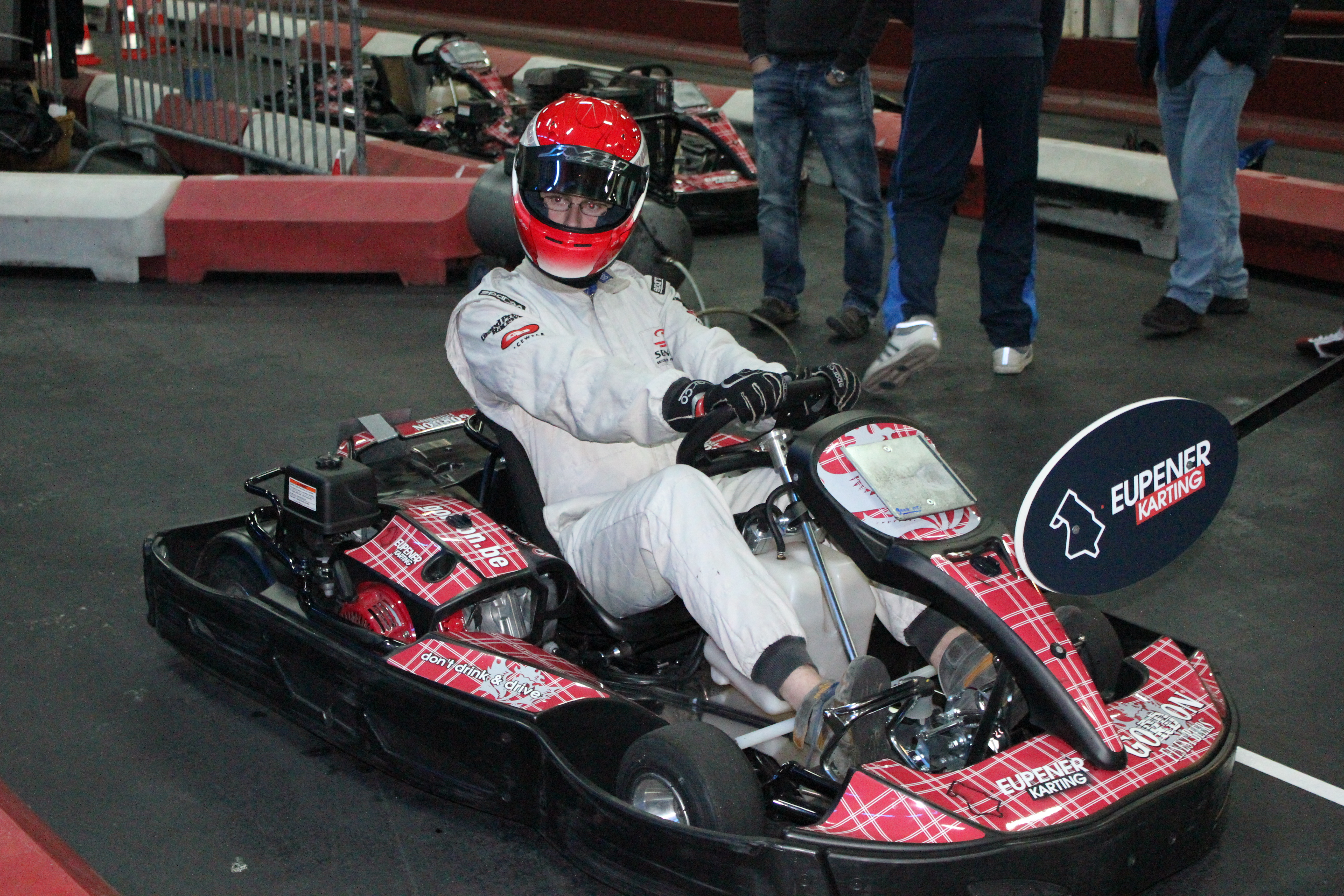
Robin Borremans champion du monde 2012 du KWC

- Justine Vanwynsberghe double vainqueur du championnat du monde féminin KWC 2006-2009[7]
- Gregory Laporte champion du monde KWC 2008 (Belgique, Courtrai)
- Mathias Grooten double champion du monde KWC 2008 (cat. 90 kg)-2015(Belgique, Courtrai-Italie, Camerano)
- Kenny Geldhof double champion du monde KWC 2010-2011 (USA, Phoenix-Belgique, Eupen) et vainqueur du Red Bull Kart Fight 2011[8]
- Robin Borremans double champion du monde KWC 2012-2013 (Allemagne, Essen-Danemark, Aarhus)[9]
- Giovanni Baccellieri double champion du monde junior KWC 2012-2013 (Allemagne, Essen-Danemark, Aarhus)

### Résultats nationaux individuels
- Ruben Boutens 3 fois champion des Pays-Bas junior (NJIKV)[10],[11]
- Giovanni Baccellieri champion de Belgique "mini" (BKK) 2009
- Bastien Cabrera champion de Belgique "mini" (BKK) 2010[12]
- Bastien Cabrera champion national (mini cup) Sodi World Series 2011[13]
- Kenny Geldhof champion d'Italie CIKI 2011[14]
- Yoan Medart champion d'Italie CIKI 2012[15]
- Bastien Cabrera champion de Belgique "turbo" (BKK) 2012
- Guillaume Huls champion de Belgique junior BIKC 2012
- Gregory Laporte champion d'Italie CIKI 2013
- Giovanni Baccellieri champion de Belgique junior BIKC 2013
- Mathias Grooten champion de Pologne PIKC 2013
- Tristan Földesi champion de Belgique X30 Cadet 2013
- Ruben Boutens champion de Grande-Bretagne BRKC 2014
- Giovanni Baccellieri champion de Belgique junior BIKC 2014
- Giovanni Baccellieri champion de Pologne junior PIKC 2014
- Guillaume Huls champion de Belgique junior+ (BKK) 2014
- Ruben Boutens champion des Pays-Bas 2014
- Ruben Boutens champion de Grande-Bretagne BRKC 2015
- Ruben Boutens champion de Pologne PIKC 2015

### Résultats par équipe

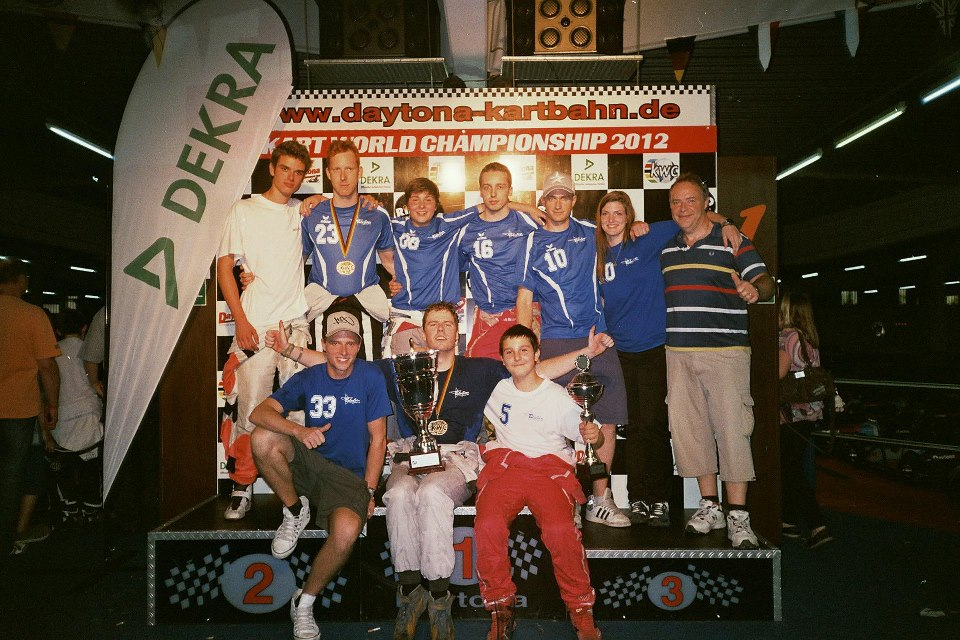
BlueStar au KWC d'Essen 2012

- Doubles vainqueurs des 24h de l'Eupener Karting 2010-2011
- Vainqueurs des 25h du FKI 2015
- 6 fois champions du monde par équipe (KWC) : Brésil 2009 - États-Unis 2010 - Belgique 2011 - Allemagne 2012 - Danemark 2013 - Italie 2015
- Vainqueurs des 12h du HDK 2015

## Récompenses
En 2009, Gregory Laporte est élu sportif de l'année  dans sa ville d'Harelbeke lors du salon annuel des sports.  En tant que représentant de la BlueStar, le trophée du "club de l'année" lui sera également remis.
Bastien Cabrera sera récompensé par l'échevin des sports de la ville de Liège, Fouad Chamas, pour sa saison 2010.  
Kenny Geldhof, pour sa victoire au Red Bull Kart Fight 2011, aura le privilège de rencontrer Sebastian Vettel et d'effectuer un test dans le simulateur Red Bull F1 à Milton Keynes.
Cette même année, il recevra le mérite sportif de la flandre occidentale dans la catégorie des "sports moins médiatisés".
En 2013, Giovanni Baccellieri a été élu "citoyen de l'année 2012" de la région de Mons pour son titre de champion du monde junior (KWC) 2012.